# NGC 1367
NGC 1367 je galaksija u zviježđu Kemijska peć.

## Vanjske poveznice
- SEDS: NGC 1367